# Juramaia
Juramaia sinensis
Genre
Espèce
Juramaia, de Jura : « Jurassique » et Maia, « mère » en grec, est un genre fossile de petits mammifères euthériens. Selon Paleobiology Database en 2025, ce genre est resté monotypique et la seule espèce fossile est Juramaia sinensis.

## Fossiles
Selon Paleobiology Database en 2025, ce genre a deux collections référencées de fossiles. Ces collections de fossiles sont de l'Oxfordien du Jurassique supérieur, c'est-à-dire datent de 161,5-154,8 Ma avant notre ère .

## Historique
Il a été découvert dans la formation géologique de Tiaojishan datée du Jurassique moyen à supérieur,, dans l'ouest de la province du Liaoning, sur site fossilifère de Daxishan, près de la ville de Linglongta, dans le nord-est de la Chine. Ce site est daté plus précisément de l'Oxfordien (Jurassique supérieur), entre 161,0 ± 1,44 et 158,5 ± 1,6 Ma (millions d'années). Cela fait de lui le plus vieil euthérien fossile connu à ce jour, et également le plus ancien thérien. Il fait partie du biote de Yanliao. 
L’holotype PM1343B se trouve au Muséum d’Histoire Naturelle de Pékin.
Une seule espèce est rattachée au genre, Juramaia sinensis, décrite par Zhe-Xi Luo (d) et son équipe en 2011.

## Anatomie et écologie
Il est assez similaire à Eomaia scansoria, un autre euthérien du Crétacé environ 35 millions d’années plus jeune que Juramaia. Il devait peser environ 15 grammes et mesurer près de 13 cm. Les membres antérieurs semblent adaptés à un mode de vie arboricole, tout comme chez Eomaia et les plus anciens métathériens comme Sinodelphys szalayi. Ce trait les distingue de la plupart des mammifères de l’époque qui étaient généralement terrestres.
Les molaires sont tribosphéniques. La morphologie dentaire indique un animal insectivore.
C’est un euthérien basal qui montre des caractères distinctifs des placentaires mais partage aussi des caractères ancestraux avec les marsupiaux. Il semblerait donc que la radiation des euthériens et des métathériens soit survenue grâce à des adaptations écomorphologiques, notamment à la vie arboricole.

## Phylogénie et évolution
Juramaia a été placé parmi les euthériens, étant plus proche de Eomaia que de Sinodelphys par exemple ; mais au rang le plus basal. Il serait le groupe frère de tous les autres euthériens. Ayant environ 160 millions d’années il repousse nettement, de 35 millions d’années environ, la date de divergence putative des métathériens et des euthériens, qui avait été déduite à 130 millions d’années de l’âge de Sinodelphys (le plus ancien métathérien connu) et de Eomaia (jusqu'alors le plus ancien euthérien connu), tous deux âgés de 125 millions d’années et également retrouvés en Chine. Les données moléculaires récentes suggèrent un âge de 143 à 178 millions d’années pour la divergence entre ces deux branches.
Phylogénie simplifiée des Euthériens d'après Luo et al., 2011 :
|  | †Juramaia                                                                                   |
|  |                                                                                             |
|  | †Montanalestes                                                                              |
|  |                                                                                             |
|  | \| \| †Eomaia \| \| \| \| \| \| †Murtoilestes \| \| \| \| \| \| †Prokennalestes \| \| \| \| |
|  |                                                                                             |
|  | autres euthériens avec Placentalia                                                          |
|  |                                                                                             |
|  | †Eomaia                                                                                     |
|  |                                                                                             |
|  | †Murtoilestes                                                                               |
|  |                                                                                             |
|  | †Prokennalestes                                                                             |
|  |                                                                                             |

|  | †Eomaia         |
|  |                 |
|  | †Murtoilestes   |
|  |                 |
|  | †Prokennalestes |
|  |                 |

|  | (Marsupialia) |
|  |               |

|  | †Juramaia                                                                                   |
|  |                                                                                             |
|  | †Montanalestes                                                                              |
|  |                                                                                             |
|  | \| \| †Eomaia \| \| \| \| \| \| †Murtoilestes \| \| \| \| \| \| †Prokennalestes \| \| \| \| |
|  |                                                                                             |
|  | autres euthériens avec Placentalia                                                          |
|  |                                                                                             |
|  | †Eomaia                                                                                     |
|  |                                                                                             |
|  | †Murtoilestes                                                                               |
|  |                                                                                             |
|  | †Prokennalestes                                                                             |
|  |                                                                                             |

|  | †Eomaia         |
|  |                 |
|  | †Murtoilestes   |
|  |                 |
|  | †Prokennalestes |
|  |                 |

|  | (Marsupialia) |
|  |               |

### Publication originale
- [2011] (en) Z. Luo, C. Yuan, Q. Meng et Q. Ji, « Jurassic eutherian mammal and divergence of marsupials and placentals », Nature, vol. 476, no 7361,‎ 2011, p. 442–445 (PMID 21866158, DOI 10.1038/nature10291, Bibcode 2011Natur.476..442L).